# Tjugofyrakyrkan
Tjugofyrakyrkan är en frikyrka i södra Stockholm som sedan starten i januari 2011 firar gudstjänst varje söndag kl 11:00. Församlingen säger sig vilja vara en kyrka för alla som inte brukar gå till någon kyrka och består av alla generationer men flest unga människor och barnfamiljer. Gudstjänsterna hålls på Röntgenvägen 3 i Flemingsberg och besöks varje vecka av runt 60 personer och har beskrivits som moderna och tillgängliga både musikaliskt och kulturellt. 
Tjugofyrakyrkan som tillhör den svenska pingströrelsen grundades av pastorerna Lydia och Nicklas Mörling.

## Officiell webbplats
www.tjugofyrakyrkan.se